# عبدالرحمن حاجی‌احمدی
عبدالرحمن حاجی احمدی (۱۳۱۱ شمسی (۱۹۳۳ میلادی) در مهاباد - ۲۸ اسفند ۱۴۰۳) سیاستمدار کُرد اهل ایران بود که از زمان تأسیس حزب حیات آزاد کردستان (پژاک) در سال ۲۰۰۳ تا سال ۲۰۱۴ به تنهایی و از آن زمان تا سال ۲۰۱۶ به صورت مشترک رهبری این حزب را برعهده داشت.

## زندگی
عبدالرحمن حاجی‌احمدی در سال ۱۳۱۱ در مهاباد در استان آذربایجان غربی ایران به دنیا آمد. او دوران اوایل زندگی خود را در شهر مهاباد گذراند. او از دانشگاه فنی چک در پراگ مدرک مهندسی دریافت کرد و در ابتدا به عضویت حزب دمکرات کردستان ایران درآمد، اما بعداً‌از این حزب جدا شد. حاجی احمدی پس از جدایی از حزب دمکرات به آلمان نقل مکان کرد و در این دوران به تفکرات عبدالله اوجالان رهبر زندانی حزب کارگران کردستان نزدیک شد. او بر لزوم تأسیس حزب و تشکلی برگرفته از تفکرات عبدالله اوجالان در کردستان ایران تأکید می‌کرد و پس از تشکیل حزب حیات آزاد کردستان (پژاک) و برگزاری یکمین کنگره این حزب در سال ۲۰۰۴ به رهبری این حزب درآمد.

## رهبری حزب حیات آزاد کردستان
عبدالرحمن حاجی احمدی از بدو تأسیس حزب حیات آزاد کردستان و کنگرهٔ یکم حزب در سال ۲۰۰۴ در سمت رهبری این حزب قرار گرفت. رهبری او در کنگره‌های دوم و سوم این حزب نیز تمدید شد. در کنگرهٔ چهارم حزب حیات آزاد کردستان که در ماه مارس ۲۰۱۴ برگزار شد، سیستم رهبری حزب تغییر کرد و بنا شد که حزب مشترکاً توسط یک رهبر مرد و یک رهبر زن اداره شود. در این کنگره عبدالرحمن حاجی احمدی به همراه اویندار ریناس به عنوان ریاست مشترک حزب انتخاب شدند. با این حال کنگرهٔ پنجم حزب در سال ۲۰۱۶ هر دو نفر را از رهبری کنار گذاشت و سیامند معینی و زیلان وژین را به عنوان رهبران جدید حزب حیات آزاد کردستان انتخاب کرد.

## مرگ
حاجی احمدی در ۲۸ اسفند ۱۴۰۳ بر اثر بیماری در بیمارستانی در آلمان فوت کرد.